# Teilherber (football)
Teilherber était un joueur de football néerlandais international indonésien, qui évoluait en tant que défenseur.

## Biographie

### Club
Il joue en Indonésie durant sa carrière dans le club de Djocoja.

### International
Il fait partie de l'équipe des Indes néerlandaises (aujourd'hui l'Indonésie) qui dispute la coupe du monde 1938.
Lors de ce mondial, l'équipe indonésienne s'incline sur un score de 6 buts à 0 au 1er tour contre l'équipe de Hongrie, future finaliste de la compétition.